# Flavia Pennetta
Flavia Pennetta, née le 25 février 1982 à Brindisi en Italie, est une joueuse de tennis italienne, professionnelle de 2000 à 2015. Elle remporte le titre de l'US Open en 2015 face à sa compatriote et amie d'enfance Roberta Vinci.

## Carrière tennistique
Elle est la première joueuse italienne à intégrer le top 10 du classement WTA en août 2009. Elle a disputé sept fois la finale de l'Open du Mexique (record), pour deux victoires et cinq défaites. Elle a atteint cinq fois les quarts de finale en Grand Chelem, à l'US Open en 2008, 2009, 2011 et 2014, à l'Open d'Australie en 2014 et une fois les demi-finales à l'US Open en 2013. Elle a remporté le Masters et l'Open d'Australie en double en compagnie de Gisela Dulko. Elle a également atteint la finale de l'US Open en double en compagnie d'Elena Dementieva. En 2015, elle signe la meilleure performance de sa carrière en simple en remportant l'US Open.

### 2004. Premier titre
Pennetta commence l'année à la 69e place et se qualifie pour la finale de l'Open du Mexique à son cinquième tournoi, mais perd contre la qualifiée Iveta Benešová (6-75, 4-6) alors 99e et Flavia 100e cette semaine.
En juillet elle atteint sa deuxième finale à Palerme chez elle, en ne perdant aucun set mais perd à nouveau à ce stade opposé à Anabel Medina (4-6, 4-6). Un mois plus tard, la troisième sera la bonne à Sopot face à Klára Koukalová (7-5, 3-6, 6-3) remportant le premier titre de sa carrière.

### 2005. Entrée dans le top 30 et première finale de Grand Chelem en double
Pennetta commence l'année à la 38e place mondiale, où en février elle signe deux titres en deux semaines, tout d'abord à Bogota en battant Lourdes Domínguez (7-64, 6-4), puis à l'Open du Mexique comme l'année dernière[Quand ?] mais avec une victoire au bout face à Ľudmila Cervanová (3-6, 7-5, 6-3). Ce qui lui permettra d'intégrer pour la première fois le top 30.
À Wimbledon et figure en tant tête de série no 26, elle arrive pour la première fois en seconde semaines d'un Grand Chelem, en battant facilement ses adversaires des premiers tours mais buttant sévèrement sur Mary Pierce (3-6, 1-6).
Enfin en double à l'US Open avec sa partenaire Elena Dementieva, elles battent les têtes de séries no 4, no 8 et no 7 alors qu'elles sont tête de série no 14 pour atteindre sa première finale de Grand chelem en double. Cependant elles perdent (2-6, 7-5, 3-6) contre la paire Lisa Raymond - Samantha Stosur.

### 2006. Deuxième 1/8 finale à Wimbledon
Cette année-là, Pennetta perd ses trois finales en l'espace de deux mois: face à Lucie Šafářová (3-6, 4-6) au tournoi de Gold Coast, puis Lourdes Domínguez qui prend sa revanche en battant Flavia sur le même score (6-73, 4-6), aussi à Bogota, et enfin de nouveau à l'Open du Mexique contre Anna-Lena Grönefeld (1-6, 6-4, 2-6).
Pour la deuxième année consécutive, elle se qualifie en huitième de Wimbledon, mais perd contre Maria Sharapova 4e mondiale (6-75, 6-3, 3-6), future demi-finaliste.
Elle arrête sa saison au mois de septembre et finissant à la 28e place mondiale, perdant cinq places comparé à l'année d'avant.

### 2007. Année décevante
Elle enchaîne trois défaites d'entrée de tournois en trois matchs disputés sur le mois de janvier. Retrouvant le chemin des victoires, elle se qualifie pour la finale à l'Open du Mexique mais perd contre la Française Émilie Loit (6-70, 4-6). De nouveau alignant les défaites et les contres performances, réalisant quelques bons tournois par moments.
Vers la fin de saison, elle remporte son premier tournoi en octobre à Bangkok, en battant Venus Williams 8e mondiale (6-4, 7-66) en demi-finale puis Chan Yung-jan 6-1, 6-3 en finale.
Elle termine sa saison à la 40e place mondiale, perdant encore des places mais restant dans le top 50.

### 2008. Entrée dans le top 20 et premier quart en Grand Chelem

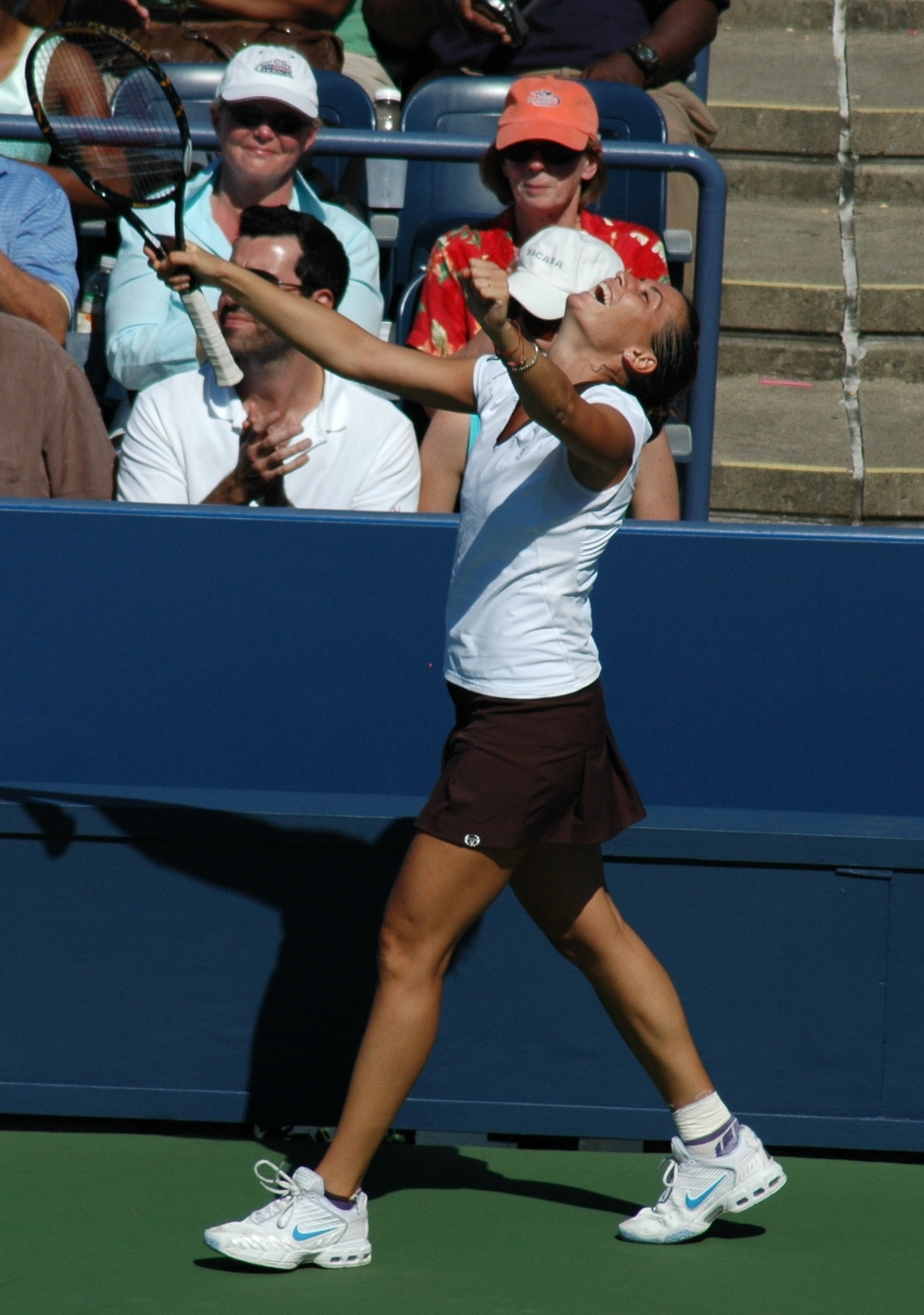
Flavia Pennetta à l'US Open en 2008.

Commençant sa saison tranquillement, elle franchit sa première finale au mois de février à Viña del Mar en tant que tête de série no 1, ne perdant aucun set lors de la semaine, elle remporte le tournoi face à Klára Zakopalová (6-4, 5-4 ab.). À nouveau dans le même mois, elle remporte son deuxième titre à Acapulco face à Alizé Cornet (6-0, 4-6, 6-1) tête de série no 2.
En juillet au tournoi de Los Angeles, elle arrive à se sortir et parvenir en finale en affrontant Dinara Safina 9e mondiale mais perd en deux sets (4-6, 2-6).
Débute l'US Open et figure en tant tête de série no 16, se qualifie pour la première fois dans un quart de finale en grand chelem en ayant battue Amélie Mauresmo (6-3, 6-0) en huitième, ancienne no 1 mondiale.
Enfin comme dernier bon tournoi de la saison, elle se qualifie pour la finale à Zurich, en ayant battue Jelena Janković no 1 mondiale au deuxième tour (5-7, 6-3, 6-3) mais perdant contre Venus Williams (6-71, 2-6).
Elle termine la saison à la 13e place mondiale, ce qui a montré sa régularité tout au long de l'année.

### 2009. Entrée dans le top 10 et succès continus

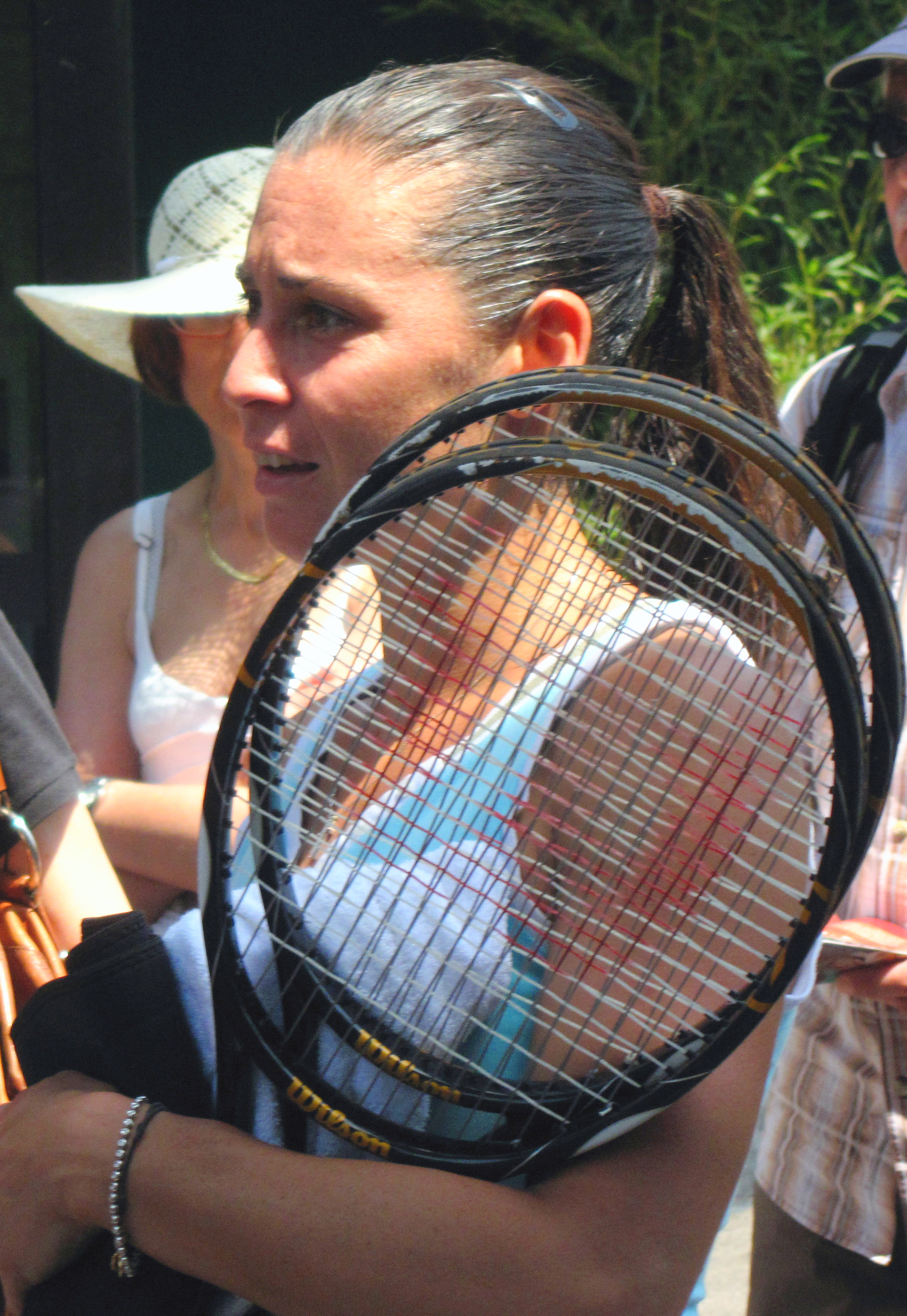
Flavia Pennetta à Roland-Garros en 2009.

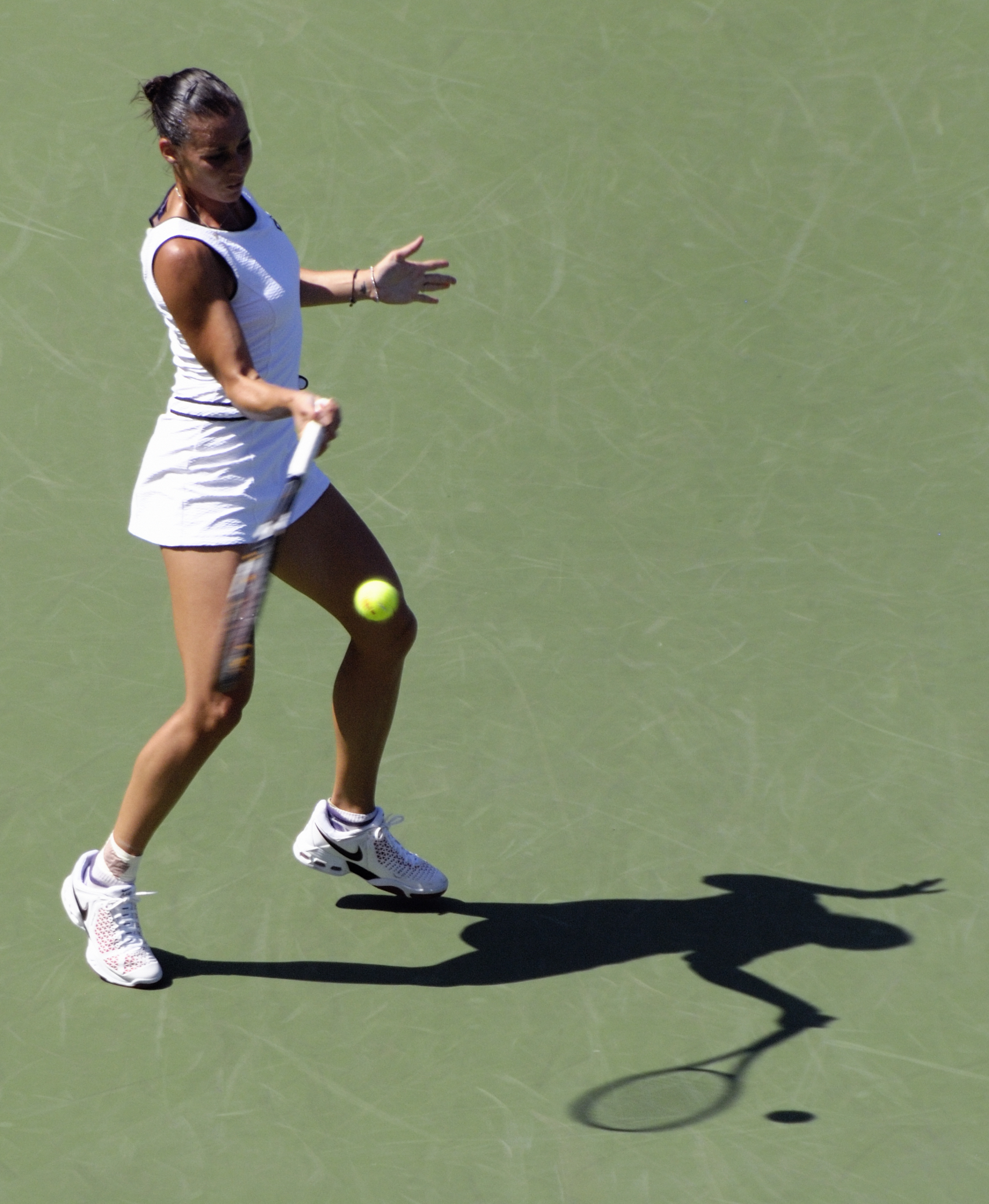
Flavia Pennetta à l'US Open en 2009.

Elle commence sa saison aux Internationaux d'Hobart en tant que tête de série no 1, mais elle s'incline dès son entrée en lice face à Magdaléna Rybáriková (5-7, 3-6), comme toutes les têtes de série. Elle remporte cependant le tournoi en double avec Gisela Dulko. Lors de l'Open d'Australie, elle est tête de série no 12. Elle bat sa compatriote Mara Santangelo (6-2, 5-7, 6-2), puis la wild card Jessica Moore (6-4, 6-1) avant de s'incliner sur le même score face à Anabel Medina Garrigues, tête de série no 21.
Elle dispute la tournée sud-américaine en commençant par le Tournoi de Bogota en tant que tête de série no 1 où elle s'incline d'entrée contre Maša Zec Peškirič (3-6, 6-4, 6-74). Elle dispute ensuite l'Open du Mexique où elle est tête de série no 2. Elle bat Mariya Koryttseva (6-3, 6-1) puis Pauline Parmentier (6-1, 6-3) puis Petra Cetkovská (2-6, 6-0, 6-3) et Iveta Benešová (6-3, 6-3) pour se qualifier pour sa première finale de la saison, la sixième consécutive à Acapulco (record). Mais elle s'incline face à Venus Williams 5e mondiale (1-6, 2-6).
Elle participe ensuite à l'Open d'Indian Wells et à l'Open de Miami. À Indian Wells, elle est exemptée de premier tour en tant que tête de série no 12. Elle bat Sania Mirza (6-3, 6-4) puis la qualifiée Angela Haynes (4-6, 6-4, 6-1) avant de s'incliner contre Ana Ivanović, future finaliste, dans un match très accroché (4-6, 6-4, 4-6). À Miami, elle est tête de série no 15. Elle bat Maria Kirilenko (6-4, 7-5) avant de s'incliner contre Amélie Mauresmo (7-65, 2-6, 2-6).
Elle reçoit une wild card pour disputer l'Open de Barcelone où elle est tête de série no 2. Elle bat Petra Kvitová (6-3, 6-3) avant de s'incliner face à la future vainqueur, sa compatriote Roberta Vinci (1-6, 2-6). Lors du Grand Prix de Stuttgart, elle bat Anna Chakvetadze (6-2, 6-0), puis Nadia Petrova no 10 mondiale (6-2, 6-2) et Jelena Janković no 4 mondiale (2-6, 6-4, 6-4) pour s'incliner face à la toute nouvelle no 1 mondiale, Dinara Safina (6-3, 5-7, 0-6) en demi-finale. Elle dispute ensuite chez elle à Rome les Internationaux d'Italie, où elle est tête de série no 12. Elle bat Tsvetana Pironkova (6-72, 6-4, 6-1) puis Yaroslava Shvedova (6-3, 6-75, 6-1) avant de s'incliner contre Svetlana Kuznetsova (3-6, 6-3, 0-6). À l'Open de Madrid, en tant que tête de série no 12 elle s'incline malgré tout face à Ágnes Szávay (3-6, 7-62, 2-6). Elle dispute ensuite Roland-Garros où elle est classée tête de série no 14. Elle s'incline d'entrée contre Alexa Glatch (1-6, 1-6).
Elle commence sa saison sur gazon à l'Open de Bois-le-Duc, où elle est classée tête de série no 3. Elle bat Chan Yung-jan (6-4, 6-2) puis Ksenia Pervak (6-1, 6-1) avant de s'incliner Tamarine Tanasugarn (6-2, 3-6, 3-6). Elle remporte le tournoi en double en compagnie de Sara Errani. Elle dispute ensuite le Tournoi de Wimbledon où elle est classée tête de série no 15. Elle bat Nuria Llagostera Vives (3-6, 6-1, 6-0) puis Vania King avant de s'incliner contre Amélie Mauresmo (5-7, 3-6).
Elle obtient son plus beau titre en simple au tournoi de Los Angeles en 2009, à l'occasion duquel elle bat en finale Samantha Stosur (6-4, 6-3). Le 17 août, au bénéfice de ce résultat, elle devient la première Italienne à intégrer le top 10 du classement WTA. Elle participe ensuite à l'Open de Cincinnati, où en tant que tête de série no 14, elle bat Ayumi Morita (6-2, 6-3), puis Ágnes Szávay (6-2, 6-4) et Venus Williams, no 3 mondiale, revenue au sommet (7-62, 6-4) et Daniela Hantuchová (6-3, 6-3) avant de s'incliner en demi-finale devant la no 1 mondiale, Dinara Safina (2-6, 0-6). À l'Open du Canada, tête de série no 12 et sans doute fatiguée par son parcours à Cincinnati, elle bat Maria Kirilenko, passée par les qualifications (6-3, 6-3) avant de s'incliner contre Virginie Razzano (3-6, 1-6).
Fin août débute l'US Open où elle figure en tant tête de série no 10. Elle passe ses trois premiers tours très facilement, en ne lâchant que six jeux, puis bat en huitième la 7e mondiale, Vera Zvonareva 3-6, 7-66, 6-0 de façon très serrée dans les deux premières manches. Mais se fait battre en quart de finale par Serena Williams 2e mondiale (4-6, 3-6).
Elle termine la saison à la 12e place mondiale, 11e à la Race et échoue de peu dans la qualification au Masters.

### 2010. Sortie du top 20 et succès en double
Après sa très belle année 2009, elle commence l'année 2010, en atteignant la finale à Auckland facilement sans avoir perdu le moindre set dès son premier tournoi, mais perd la finale sèchement en deux sets contre Yanina Wickmayer. Après quelques défaites, elle remporte son premier titre de l'année au tournoi de Marbella en battant l'espagnole Carla Suárez Navarro (6-2, 4-6, 6-3).
Sur la terre battue à Roland-Garros, elle est battue en huitième dans un match dantesque (6-75, 7-64, 2-6) face à la 3e mondiale Caroline Wozniacki.
En août à Cincinnati, elle vainc la 10e mondiale Vera Zvonareva (6-4, 6-3) mais rend les armes en quart de finale face à la future vainqueur Kim Clijsters (6-76, 4-6).

### 2011-2012. Vainqueure à Melbourne et numéro 1 mondiale en double puis blessure

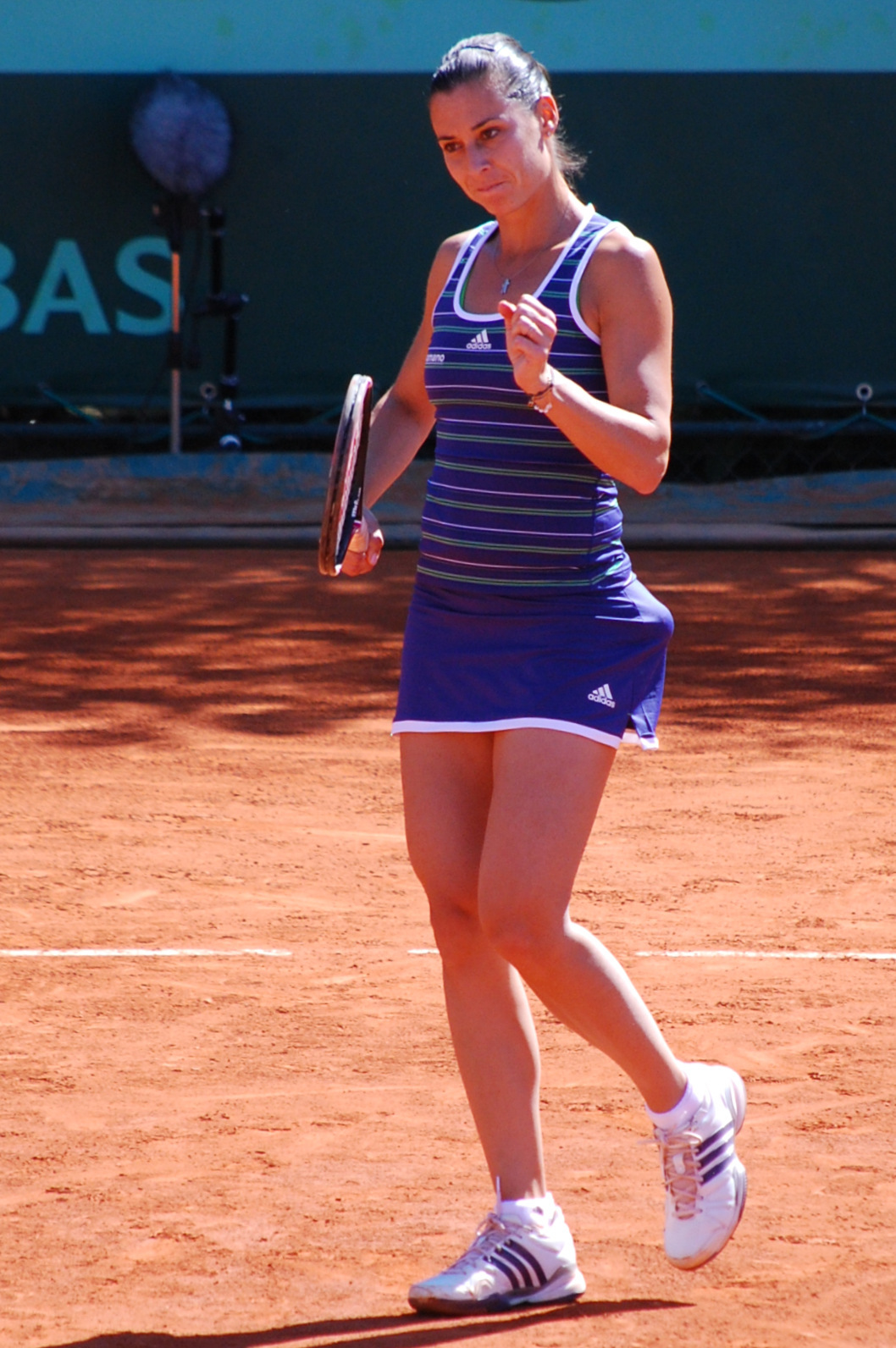
Flavia Pennetta à Roland-Garros en 2011.

En février de l'année 2011, lors du tournoi de Dubaï, elle réalise une bonne performance en battant la 9e mondiale Victoria Azarenka (6-3, 6-72, 6-4), mais perdra en demi-finale 4-6, 4-6 contre Svetlana Kuznetsova.
Par la suite de la saison, elle réalisera des contre-performances et subira plusieurs défaites consécutives. Puis vient l'US Open alors tête de série no 26, où elle passera ses deux premiers tours facilement avant un choc au troisième tour face à Maria Sharapova 3e mondiale et l'a battra (6-3, 3-6, 6-4), puis Peng Shuai (6-4, 7-66), mais Angelique Kerber non tête de série arrêtera son joli parcours (4-6, 6-4, 3-6).
Enfin en Asie à Pékin, Pennetta s'invite en demi-finale, en battant à nouveau Peng Shuai, Daniela Hantuchová, Dominika Cibulková et la no 1 mondiale de l'époque Caroline Wozniacki (3-6, 6-0, 7-62). Avant de perdre au tour suivant sèchement (2-6, 4-6) contre la future vainqueur Agnieszka Radwańska.
Pour son premier tournoi de l'année en 2012 à Auckland, elle atteint la finale avec facilité mais abandonne dans le troisième set (6-2, 3-6, 0-2 ab.) face à Zheng Jie. Puis une autre finale début mars à Acapulco mais perdant encore une fois à ce stade contre une compatriote Sara Errani (7-5, 6-72, 0-6).
Cela restera une année fortement perturbée par des blessures et mettra fin à sa saison assez tôt, durant le tournoi de la Coupe Rogers à Montréal.

### 2013. Retour au haut niveau et demi-finale à l'US Open

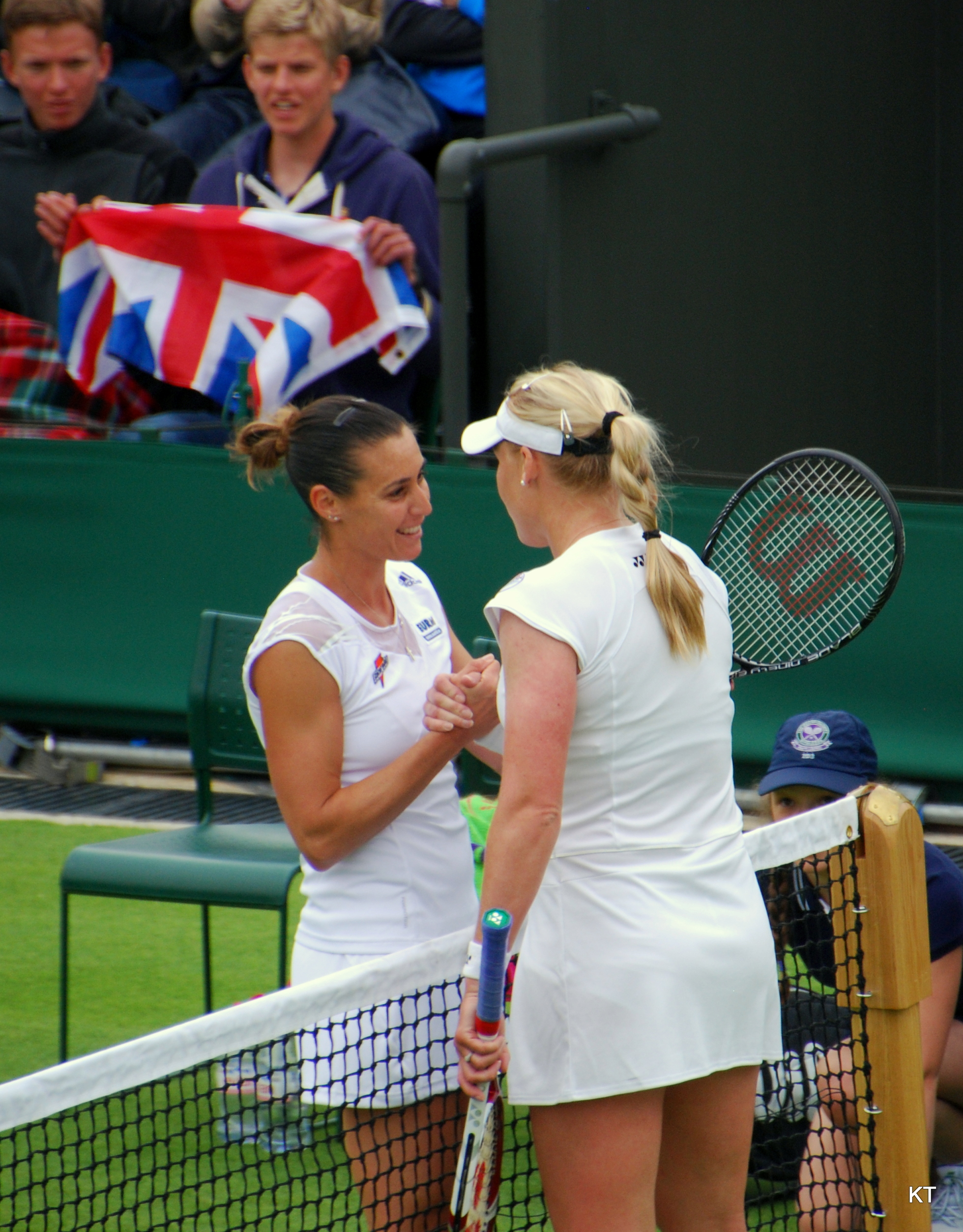
Flavia Pennetta et Elena Baltacha au premier tour à Wimbledon en 2013.

De retour au mois d'avril, l'Italienne a du mal à se mettre en confiance malgré une bonne semaine à Strasbourg où, issue des qualifications, elle atteindra les demi-finales.
À Wimbledon, alors classée 165e mondiale, elle atteindra les huitièmes de finale après avoir battu Elena Baltacha (6-4, 6-1), bénéficié du forfait de Victoria Azarenka 2e mondiale, victime d'une chute lors de son premier match, Alizé Cornet (0-6, 7-64, 6-2) avant de s’incliner contre Kirsten Flipkens (6-72, 3-6), future demi-finaliste. Elle s'arrête au deuxième tour en double associée à Andrea Petkovic, elle aussi blessée en début de saison.
Elle reprend la compétition aux Internationaux de Palerme chez elle en Italie mais elle s'est inclinée d'entrée contre Klára Koukalová (2-6, 6-2, 3-6). À l'Open de Suède où elle bat Simona Halep (4-6, 7-5, 2-0 ab.) pourtant joueuse en forme du moment avec trois titres en un mois, puis Virginie Razzano (6-1, 6-3) avant de s'incliner contre Johanna Larsson (6-2, 3-6, 4-6). Elle atteindra la finale en double avec Alexandra Dulgheru.
Au Classic de Carlsbad, elle s'incline d'entrée contre Francesca Schiavone (6-74, 7-66, 4-6). Elle s'incline au deuxième tour à Toronto contre Ana Ivanovic, et au premier tour face à Varvara Lepchenko à Cincinnati. Elle aborde l'US Open en manque de confiance et à la 83e place mondiale. Elle bat successivement Nicole Gibbs (6-0, 6-2), sa compatriote Sara Errani, tête de série no 4 (6-3, 6-1), Svetlana Kuznetsova pour la première fois de sa carrière (7-5, 6-1) et Simona Halep pour la deuxième fois cette saison (6-2, 7-63) pour se retrouver en quarts de finale pour la quatrième fois. Elle dispute de plus le deuxième quart de finale entre deux joueuses Italiennes de l'histoire de l'Ère Open en Grand Chelem. Elle bat alors Roberta Vinci (6-4, 6-1) en à peine plus d'une heure pour atteindre le dernier carré pour la première fois à Flushing Meadows. Elle s'incline cependant contre Victoria Azarenka, no 2 mondiale (4-6, 2-6) non sans l'avoir inquiétée. À l'issue du tournoi, elle retrouve les portes du top 30 à la 31e place du classement WTA derrière Daniela Hantuchová, elle aussi auteure d'un bon parcours à New York.

### 2014. Vainqueure surprise à Indian Wells et premier quart à Melbourne

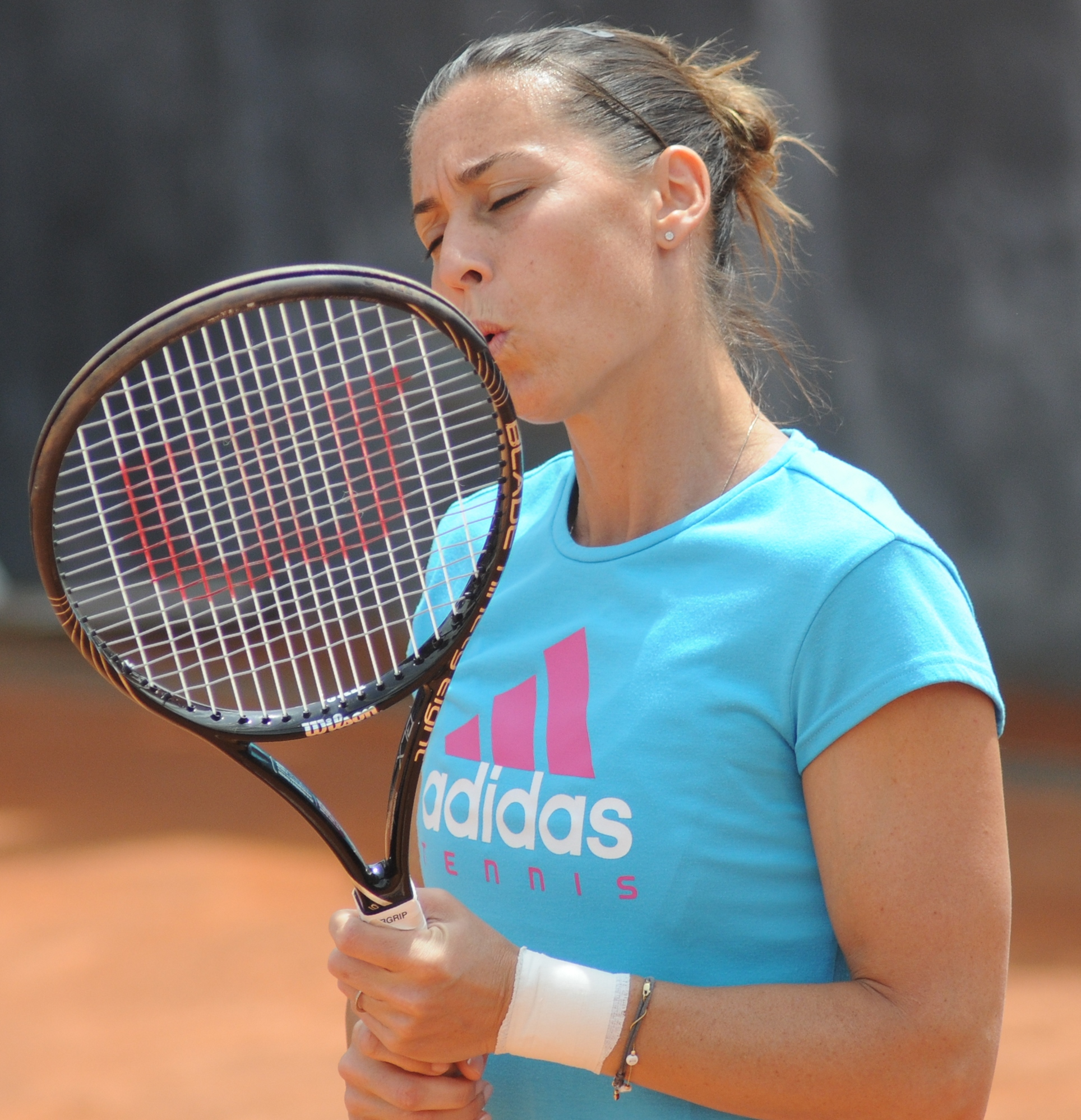
Flavia Pennetta aux Internationaux de Rome en 2014.

Lors de son premier tournoi de l'année à l'Open d'Australie, elle réalise une excellente performance en décrochant son premier quart de finale en carrière ici-même. En passant ses trois premiers tours sereinement et battant en huitième l'Allemande 9e mondiale, Angelique Kerber (6-1, 4-6, 7-5) et profite de cet instant. Elle tombera cependant sèchement (2-6, 2-6) au tour suivant face à Li Na, future vainqueur.
Avant 2015, Flavia Pennetta remporte le plus gros tournoi de sa carrière, en l’occurrence celui d'Indian Wells en battant facilement Agnieszka Radwańska 3e mondiale, (blessée au genou) (6-2, 6-1) en un peu plus d'une heure de jeu. Ce succès lui permet de revenir aux portes du top 10. Elle bat pour cela Taylor Townsend en trois sets, Sam Stosur également, la qualifiée et compatriote Camila Giorgi (6-2, 6-1); puis en quart Sloane Stephens (6-4, 5-7, 6-4) et enfin en demi-finale la 2e mondiale et tête de série no 1 Li Na (7-65, 6-3) qui l'avait battue à Melbourne. Sur ce tournoi elle a battu les deux premières têtes de séries, ce qui est exceptionnel.
Vers la fin de saison, à l'US Open en tant que tête de série no 11, elle se qualifie pour les quarts de finale, avant de perdre plutôt sèchement (3-6, 2-6) face à Serena Williams en tout juste une heure. Enfin en octobre, elle est qualifiée aux masters bis au tournoi des championnes, gagnant ses matchs de poule face à Alizé Cornet et Karolína Plíšková en deux sets mais perdant contre Garbiñe Muguruza. Elle battra en demi-finale Carla Suárez Navarro (6-4, 6-2) mais échouera en finale face à Andrea Petkovic (6-1, 4-6, 3-6).

### 2015. Victoire à l'US Open, meilleur classement en carrière et retraite
Elle commence l'année timidement, puis se qualifie pour les quarts de finale à Dubaï, en battant la 10e mondiale, Angelique Kerber (6-2, 3-6, 6-1). En mars, elle arrive en tant que tenante du titre à Indian Wells, en battant Maria Sharapova 2e mondiale dans un bon match (3-6, 6-3, 6-2), mais perdant en quart contre Sabine Lisicki en trois sets accrochés (4-6, 7-63, 6-74).
À Roland-Garros, elle élimine (6-3, 6-4) Carla Suárez Navarro 8e mondiale, outsider pour le titre au troisième tour mais perdant au tour suivant contre une autre Espagnole Garbiñe Muguruza sur le même score.
Penetta arrive sans grand repère pour l'US Open alors tête de série no 26, après une tournée moyenne. Elle arrive à se qualifier pour les huitièmes non sans quelques difficultés en battant Samantha Stosur (6-4, 6-4) à ce stade. À partir des quarts de finale, elle élève considérablement son niveau de jeu en battant Petra Kvitová, 4e mondiale dans un match fou (4-6, 6-4, 6-2) de plus de 2 heures. Elle atteint pour la deuxième fois, les demi-finales à l'US Open, en affrontant la no 2 mondiale, Simona Halep. Cependant, la Roumaine se montrera fébrile et fatiguée, l'Italienne la bat 6-1, 6-3 en moins d'une heure et se qualifiant pour sa première finale de Grand Chelem. En finale, elle affronte la tombeuse surprise de Serena Williams no 1 mondiale, une autre Italienne Roberta Vinci, 43e mondiale et offre la première finale Italienne de l'histoire à l'Ère Open en Grand Chelem. Elle remporte le titre en un peu plus d'une heure et demie (7-64, 6-2), et s'offre le titre le plus prestigieux de sa carrière avec cet US Open et atteindra le meilleur classement de sa carrière avec une 7e place mondiale, amélioré une semaine plus tard d'une place. Lors de la remise du trophée, elle annonce qu'elle a joué son dernier match à l'US Open, car elle compte arrêter sa carrière en fin de saison à l'âge de 33 ans.
Enfin, pour son dernier tournoi, qualifiée aux Masters en simple, elle est placée dans le Groupe Rouge avec Simona Halep, Agnieszka Radwańska et Maria Sharapova. Elle est battue facilement par la première (0-6, 3-6), gagne contre la deuxième 7-65, 6-4 et perd à nouveau face à la troisième 5-7, 1-6, mettant fin à son tournoi et à sa carrière.

## Palmarès

### Titres en simple dames
| No | Date       | Nom et lieu du tournoi                  | Catégorie | Dotation     | Surface      | Finaliste              | Score         |          |
| -- | ---------- | --------------------------------------- | --------- | ------------ | ------------ | ---------------------- | ------------- | -------- |
| 1  | 09-08-2004 | Idea Prokom Open, Sopot                 | Tier III  | 300 000 $    | Terre (ext.) | Klára Koukalová        | 7-5, 3-6, 6-3 | Parcours |
| 2  | 14-02-2005 | Copa Colsanitas Seguros Bolivar, Bogota | Tier III  | 170 000 $    | Terre (ext.) | Lourdes Domínguez Lino | 7-64, 6-4     | Parcours |
| 3  | 21-02-2005 | Abierto Mexicano, Acapulco              | Tier III  | 180 000 $    | Terre (ext.) | Ľudmila Cervanová      | 3-6, 7-5, 6-3 | Parcours |
| 4  | 08-10-2007 | PTT Open, Bangkok                       | Tier III  | 200 000 $    | Dur (ext.)   | Chan Yung-Jan          | 6-1, 6-3      | Parcours |
| 5  | 11-02-2008 | Coupe Cachantún, Viña del Mar           | Tier III  | 200 000 $    | Terre (ext.) | Klára Zakopalová       | 6-4, 5-4, ab. | Parcours |
| 6  | 25-02-2008 | Abierto Mexicano, Acapulco              | Tier III  | 180 000 $    | Terre (ext.) | Alizé Cornet           | 6-0, 4-6, 6-1 | Parcours |
| 7  | 13-07-2009 | Internazionali Femminili, Palerme       | Intern'l  | 220 000 $    | Terre (ext.) | Sara Errani            | 6-1, 6-2      | Parcours |
| 8  | 03-08-2009 | East West Bank Classic, Los Angeles     | Premier   | 700 000 $    | Dur (ext.)   | Samantha Stosur        | 6-4, 6-3      | Parcours |
| 9  | 05-04-2010 | Andalucia Tennis Experience, Marbella   | Intern'l  | 220 000 $    | Terre (ext.) | Carla Suárez Navarro   | 6-2, 4-6, 6-3 | Parcours |
| 10 | 03-03-2014 | BNP Paribas Open, Indian Wells          | PREMIER*  | 5 946 740 $  | Dur (ext.)   | Agnieszka Radwańska    | 6-2, 6-1      | Parcours |
| 11 | 31-08-2015 | US Open, Flushing Meadows               | G. Chelem | 20 102 700 $ | Dur (ext.)   | Roberta Vinci          | 7-64, 6-2     | Parcours |

### Finales en simple dames
| No | Date       | Nom et lieu du tournoi                    | Catégorie | Dotation  | Surface      | Vainqueure             | Score              |          |
| -- | ---------- | ----------------------------------------- | --------- | --------- | ------------ | ---------------------- | ------------------ | -------- |
| 1  | 01-03-2004 | Abierto Mexicano, Acapulco                | Tier III  | 170 000 $ | Terre (ext.) | Iveta Benešová         | 7-65, 6-4          | Parcours |
| 2  | 19-07-2004 | Internazionali Femminili, Palerme         | Tier V    | 110 000 $ | Terre (ext.) | Anabel Medina          | 6-4, 6-4           | Parcours |
| 3  | 02-01-2006 | Mondial Australian Women's HC, Gold Coast | Tier III  | 175 000 $ | Dur (ext.)   | Lucie Šafářová         | 6-3, 6-4           | Parcours |
| 4  | 20-02-2006 | Copa Colsanitas Seguros Bolivar, Bogota   | Tier III  | 175 000 $ | Terre (ext.) | Lourdes Domínguez Lino | 7-63, 6-4          | Parcours |
| 5  | 27-02-2006 | Abierto Mexicano, Acapulco                | Tier III  | 180 000 $ | Terre (ext.) | Anna-Lena Grönefeld    | 6-1, 4-6, 6-2      | Parcours |
| 6  | 26-02-2007 | Abierto Mexicano, Acapulco                | Tier III  | 180 000 $ | Terre (ext.) | Émilie Loit            | 7-60, 6-4          | Parcours |
| 7  | 21-07-2008 | East West Bank Classic, Los Angeles       | Tier II   | 600 000 $ | Dur (ext.)   | Dinara Safina          | 6-4, 6-2           | Parcours |
| 8  | 13-10-2008 | Tennis.com Open, Zurich                   | Tier II   | 600 000 $ | Dur (int.)   | Venus Williams         | 7-61, 6-2          | Parcours |
| 9  | 23-02-2009 | Abierto Mexicano Telcel, Acapulco         | Intern'l  | 220 000 $ | Terre (ext.) | Venus Williams         | 6-1, 6-2           | Parcours |
| 10 | 04-01-2010 | ASB Classic, Auckland                     | Intern'l  | 220 000 $ | Dur (ext.)   | Yanina Wickmayer       | 6-3, 6-2           | Parcours |
| 11 | 12-07-2010 | XXIII Internazionali Femminili, Palerme   | Intern'l  | 220 000 $ | Terre (ext.) | Kaia Kanepi            | 6-4, 6-3           | Parcours |
| 12 | 02-01-2012 | ASB Classic, Auckland                     | Intern'l  | 220 000 $ | Dur (ext.)   | Zheng Jie              | 2-6, 6-3, 2-0, ab. | Parcours |
| 13 | 27-02-2012 | Abierto Mexicano, Acapulco                | Intern'l  | 220 000 $ | Terre (ext.) | Sara Errani            | 5-7, 7-62, 6-0     | Parcours |
| 14 | 28-10-2014 | Tournament of Champions, Sofia            | Intern'l  | 750 000 $ | Dur (int.)   | Andrea Petkovic        | 1-6, 6-4, 6-3      | Parcours |

### Titres en double dames
| No | Date       | Nom et lieu du tournoi                 | Catégorie | Dotation     | Surface      | Partenaire          | Finalistes                                 | Score             |          |
| -- | ---------- | -------------------------------------- | --------- | ------------ | ------------ | ------------------- | ------------------------------------------ | ----------------- | -------- |
| 1  | 08-08-2005 | JPMorgan Chase Open Los Angeles        | Tier II   | 585 000 $    | Dur (ext.)   | Elena Dementieva    | Angela Haynes Bethanie Mattek              | 6-2, 6-4          | Parcours |
| 2  | 20-02-2006 | Copa Colsanitas Seguros Bolivar Bogota | Tier III  | 175 000 $    | Terre (ext.) | Gisela Dulko        | Ágnes Szávay Jasmin Wöhr                   | 7-61, 6-1         | Parcours |
| 3  | 14-04-2008 | Estoril Open Estoril                   | Tier IV   | 145 000 $    | Terre (ext.) | Maria Kirilenko     | Mervana Jugić-Salkić İpek Şenoğlu          | 6-4, 6-4          | Parcours |
| 4  | 12-01-2009 | Moorilla International Hobart          | Intern'l  | 220 000 $    | Dur (ext.)   | Gisela Dulko        | Alona Bondarenko Kateryna Bondarenko       | 6-2, 7-64         | Parcours |
| 5  | 15-06-2009 | Ordina Open Bois-le-Duc                | Intern'l  | 220 000 $    | Gazon (ext.) | Sara Errani         | Michaëlla Krajicek Yanina Wickmayer        | 6-4, 5-7, [13-11] | Parcours |
| 6  | 06-07-2009 | Swedish Open Women Båstad              | Intern'l  | 220 000 $    | Terre (ext.) | Gisela Dulko        | Nuria Llagostera Vives María José Martínez | 6-2, 0-6, [10-5]  | Parcours |
| 7  | 23-03-2010 | Sony Ericsson Open Miami               | PREMIER*  | 4 500 000 $  | Dur (ext.)   | Gisela Dulko        | Nadia Petrova Samantha Stosur              | 6-3, 4-6, [10-7]  | Parcours |
| 8  | 26-04-2010 | Porsche Tennis Grand Prix Stuttgart    | Premier   | 700 000 $    | Terre (int.) | Gisela Dulko        | Květa Peschke Katarina Srebotnik           | 3-6, 7-63, [10-5] | Parcours |
| 9  | 03-05-2010 | Internazionali d'Italia Rome           | Premier 5 | 2 000 000 $  | Terre (ext.) | Gisela Dulko        | Nuria Llagostera Vives María José Martínez | 6-4, 6-2          | Parcours |
| 10 | 05-07-2010 | Swedish Open Women Båstad              | Intern'l  | 220 000 $    | Terre (ext.) | Gisela Dulko        | Renata Voráčová Barbora Z. Strýcová        | 7-60, 6-0         | Parcours |
| 11 | 16-08-2010 | Coupe Rogers Montréal                  | Premier 5 | 2 000 000 $  | Dur (ext.)   | Gisela Dulko        | Květa Peschke Katarina Srebotnik           | 7-5, 3-6, [12-10] | Parcours |
| 12 | 18-10-2010 | Kremlin Cup Moscou                     | Premier   | 1 000 000 $  | Dur (int.)   | Gisela Dulko        | Sara Errani María José Martínez            | 6-3, 2-6, [10-6]  | Parcours |
| 13 | 26-10-2010 | WTA Championships Doha                 | Masters   | 4 550 000 $  | Dur (ext.)   | Gisela Dulko        | Květa Peschke Katarina Srebotnik           | 7-5, 6-4          | Parcours |
| 14 | 17-01-2011 | Australian Open Melbourne              | G. Chelem | 10 366 780 $ | Dur (ext.)   | Gisela Dulko        | Victoria Azarenka Maria Kirilenko          | 2-6, 7-5, 6-1     | Parcours |
| 15 | 07-10-2013 | Japan Women's Open Osaka               | Intern'l  | 235 000 $    | Dur (ext.)   | Kristina Mladenovic | Samantha Stosur Zhang Shuai                | 6-4, 6-3          | Parcours |
| 16 | 21-09-2014 | Dongfeng Motor Open Wuhan              | Premier 5 | 2 440 070 $  | Dur (ext.)   | Martina Hingis      | Cara Black Caroline Garcia                 | 6-4, 5-7, [12-10] | Parcours |
| 17 | 13-10-2014 | Kremlin Cup Moscou                     | Premier   | 710 000 $    | Dur (int.)   | Martina Hingis      | Caroline Garcia Arantxa Parra Santonja     | 6-3, 7-5          | Parcours |

### Finales en double dames
| No | Date       | Nom et lieu du tournoi              | Catégorie | Dotation     | Surface      | Vainqueures                                   | Partenaire             | Score              |          |
| -- | ---------- | ----------------------------------- | --------- | ------------ | ------------ | --------------------------------------------- | ---------------------- | ------------------ | -------- |
| 1  | 29-08-2005 | US Open Flushing Meadows            | G. Chelem | 7 147 042 $  | Dur (ext.)   | Lisa Raymond Samantha Stosur                  | Elena Dementieva       | 6-2, 5-7, 6-3      | Parcours |
| 2  | 08-05-2006 | German Open Berlin                  | Tier I    | 1 340 000 $  | Terre (ext.) | Yan Zi Zheng Jie                              | Elena Dementieva       | 6-2, 6-3           | Parcours |
| 3  | 19-02-2007 | Copa Colsanitas Bogota              | Tier III  | 175 000 $    | Terre (ext.) | Lourdes Domínguez Lino Paola Suárez           | Roberta Vinci          | 1-6, 6-3, [11-9]   | Parcours |
| 4  | 11-06-2007 | Barcelona KIA Barcelone             | Tier IV   | 145 000 $    | Terre (ext.) | Nuria Llagostera Vives Arantxa Parra Santonja | Lourdes Domínguez Lino | 7-63, 2-6, [12-10] | Parcours |
| 5  | 28-07-2008 | Coupe Rogers Montréal               | Tier I    | 1 340 000 $  | Dur (ext.)   | Cara Black Liezel Huber                       | Maria Kirilenko        | 6-1, 6-1           | Parcours |
| 6  | 16-02-2009 | Copa Colsanitas Bogota              | Intern'l  | 220 000 $    | Terre (ext.) | Nuria Llagostera Vives María José Martínez    | Gisela Dulko           | 7-5, 3-6, [10-7]   | Parcours |
| 7  | 27-04-2009 | Porsche Tennis Grand Prix Stuttgart | Premier   | 700 000 $    | Terre (int.) | Bethanie Mattek-Sands Nadia Petrova           | Gisela Dulko           | 5-7, 6-3, [10-7]   | Parcours |
| 8  | 09-05-2010 | Mutua Madrileña Open Madrid         | PREMIER*  | 4 500 000 $  | Terre (ext.) | Serena Williams Venus Williams                | Gisela Dulko           | 6-2, 7-5           | Parcours |
| 9  | 02-10-2010 | China Open Pékin                    | PREMIER*  | 4 500 000 $  | Dur (ext.)   | Chuang Chia-Jung Olga Govortsova              | Gisela Dulko           | 7-62, 1-6, [10-7]  | Parcours |
| 10 | 13-06-2011 | Unicef Open Bois-le-Duc             | Intern'l  | 220 000 $    | Gazon (ext.) | Barbora Z. Strýcová Klára Zakopalová          | Dominika Cibulková     | 1-6, 6-4, [10-7]   | Parcours |
| 11 | 26-09-2011 | Pan Pacific Open Tokyo              | Premier 5 | 2 050 000 $  | Dur (ext.)   | Liezel Huber Lisa Raymond                     | Gisela Dulko           | 7-64, 0-6, [10-6]  | Parcours |
| 12 | 03-10-2011 | China Open Pékin                    | PREMIER*  | 4 500 000 $  | Dur (ext.)   | Květa Peschke Katarina Srebotnik              | Gisela Dulko           | 6-3, 6-4           | Parcours |
| 13 | 02-01-2012 | ASB Classic Auckland                | Intern'l  | 220 000 $    | Dur (ext.)   | Andrea Hlaváčková Lucie Hradecká              | Julia Görges           | 6-72, 6-2, [10-7]  | Parcours |
| 14 | 09-04-2012 | Barcelona Ladies Open Barcelone     | Intern'l  | 220 000 $    | Terre (ext.) | Sara Errani Roberta Vinci                     | Francesca Schiavone    | 6-0, 6-2           | Parcours |
| 15 | 15-07-2013 | Swedish Open Båstad                 | Intern'l  | 235 000 $    | Terre (ext.) | Anabel Medina Klára Zakopalová                | Alexandra Dulgheru     | 6-1, 6-4           | Parcours |
| 16 | 16-06-2014 | AEGON International Eastbourne      | Premier   | 710 000 $    | Gazon (ext.) | Chan Hao-Ching Chan Yung-Jan                  | Martina Hingis         | 6-3, 5-7, [10-7]   | Parcours |
| 17 | 25-08-2014 | US Open Flushing Meadows            | G. Chelem | 18 102 000 $ | Dur (ext.)   | Ekaterina Makarova Elena Vesnina              | Martina Hingis         | 2-6, 6-3, 6-2      | Parcours |

## Parcours en Grand Chelem

### En simple dames
| Année | Open d'Australie | Open d'Australie | Internationaux de France | Internationaux de France | Wimbledon                                          | Wimbledon                                        | US Open         | US Open             |
| ----- | ---------------- | ---------------- | ------------------------ | ------------------------ | -------------------------------------------------- | ------------------------------------------------ | --------------- | ------------------- |
| 2000  | -                | -                | -                        | -                        | Q2 \|\| style="text-align:left" \| Pavlina Nola    | -                                                | -               |                     |
|       |                  |                  |                          |                          |                                                    |                                                  |                 |                     |
| 2002  | -                | -                | -                        | -                        | Q2 \|\| style="text-align:left" \| Laura Granville | Q1 \|\| style="text-align:left" \| Rika Fujiwara |                 |                     |
| 2003  | 1er tour (1/64)  | Silvia Farina    | 3e tour (1/16)           | Petra Mandula            | 2e tour (1/32)                                     | Justine Henin                                    | 1er tour (1/64) | Svetlana Kuznetsova |
| 2004  | 1er tour (1/64)  | A. Serra Zanetti | 1er tour (1/64)          | Anna Smashnova           | 1er tour (1/64)                                    | Nadia Petrova                                    | 1er tour (1/64) | Magdalena Maleeva   |
| 2005  | 1er tour (1/64)  | Petra Mandula    | 3e tour (1/16)           | Patty Schnyder           | 4e tour (1/8)                                      | Mary Pierce                                      | 1er tour (1/64) | Julia Schruff       |
| 2006  | 3e tour (1/16)   | Nicole Vaidišová | 3e tour (1/16)           | Francesca Schiavone      | 4e tour (1/8)                                      | Maria Sharapova                                  | -               | -                   |
| 2007  | 1er tour (1/64)  | Kaia Kanepi      | 1er tour (1/64)          | Nicole Pratt             | 1er tour (1/64)                                    | Marion Bartoli                                   | 2e tour (1/32)  | Nicole Vaidišová    |
| 2008  | 2e tour (1/32)   | Virginie Razzano | 4e tour (1/8)            | Carla Suárez             | 2e tour (1/32)                                     | Ai Sugiyama                                      | 1/4 de finale   | Dinara Safina       |
| 2009  | 3e tour (1/16)   | Anabel Medina    | 1er tour (1/64)          | Alexa Glatch             | 3e tour (1/16)                                     | Amélie Mauresmo                                  | 1/4 de finale   | Serena Williams     |
| 2010  | 2e tour (1/32)   | Yanina Wickmayer | 4e tour (1/8)            | Caroline Wozniacki       | 3e tour (1/16)                                     | Klára Zakopalová                                 | 3e tour (1/16)  | Shahar Peer         |
| 2011  | 4e tour (1/8)    | Petra Kvitová    | 1er tour (1/64)          | Varvara Lepchenko        | 3e tour (1/16)                                     | Marion Bartoli                                   | 1/4 de finale   | Angelique Kerber    |
| 2012  | 1er tour (1/64)  | Nina Bratchikova | 3e tour (1/16)           | Angelique Kerber         | 1er tour (1/64)                                    | Camila Giorgi                                    | -               | -                   |
| 2013  | -                | -                | 1er tour (1/64)          | Kirsten Flipkens         | 4e tour (1/8)                                      | Kirsten Flipkens                                 | 1/2 finale      | Victoria Azarenka   |
| 2014  | 1/4 de finale    | Li Na            | 2e tour (1/32)           | Johanna Larsson          | 2e tour (1/32)                                     | Lauren Davis                                     | 1/4 de finale   | Serena Williams     |
| 2015  | 1er tour (1/64)  | Camila Giorgi    | 4e tour (1/8)            | Garbiñe Muguruza         | 1er tour (1/64)                                    | Zarina Diyas                                     | Victoire        | Roberta Vinci       |

À droite du résultat, l’ultime adversaire.

### En double dames
| Année | Open d'Australie                 | Open d'Australie           | Internationaux de France      | Internationaux de France     | Wimbledon                     | Wimbledon                  | US Open                       | US Open                   |
| ----- | -------------------------------- | -------------------------- | ----------------------------- | ---------------------------- | ----------------------------- | -------------------------- | ----------------------------- | ------------------------- |
| 2003  | 1er tour (1/32) A. Serra Zanetti | Alice Canepa M. Sequera    | 1er tour (1/32) Andreea Vanc  | María Vento A. Widjaja       | 1er tour (1/32) Roberta Vinci | Alicia Molik S. Stosur     | 1er tour (1/32) M. Washington | Beygelzimer T. Poutchek   |
| 2004  | 1er tour (1/32) T. Garbin        | Gisela Dulko M. Sequera    | -                             | -                            | 2e tour (1/16) Rita Grande    | J. Husárová C. Martínez    | 3e tour (1/8) Rita Grande     | S. Kuznetsova Likhovtseva |
| 2005  | 2e tour (1/16) Maret Ani         | S. Kuznetsova Alicia Molik | 2e tour (1/16) Silvia Farina  | C. Morariu P. Schnyder       | 1er tour (1/32) F. Schiavone  | Ana Ivanović Tina Križan   | Finale E. Dementieva          | Lisa Raymond S. Stosur    |
| 2006  | 3e tour (1/8) E. Dementieva      | Yan Zi Zheng Jie           | 2e tour (1/16) E. Dementieva  | Maret Ani Meilen Tu          | 3e tour (1/8) E. Dementieva   | Květa Peschke F. Schiavone | -                             | -                         |
| 2007  | 3e tour (1/8) E. Dementieva      | Yan Zi Zheng Jie           | 1er tour (1/32) Roberta Vinci | Shahar Peer Dinara Safina    | 2e tour (1/16) E. Dementieva  | Jill Craybas L. Granville  | 2e tour (1/16) E. Dementieva  | Lisa Raymond S. Stosur    |
| 2008  | 1/4 de finale J. Husárová        | V. Azarenka Shahar Peer    | 2e tour (1/16) M. Kirilenko   | Dinara Safina Ágnes Szávay   | 2e tour (1/16) M. Kirilenko   | B. Mattek Sania Mirza      | 1er tour (1/32) M. Kirilenko  | T. Garbin Tamira Paszek   |
| 2009  | 3e tour (1/8) M. Kirilenko       | C. Dellacqua F. Schiavone  | 3e tour (1/8) M. Kirilenko    | A.-L. Grönefeld P. Schnyder  | 1er tour (1/32) M. Kirilenko  | Kaia Kanepi İpek Şenoğlu   | 1er tour (1/32) Sara Errani   | Yan Zi Zheng Jie          |
| 2010  | 1/4 de finale Gisela Dulko       | Lisa Raymond Rennae Stubbs | 1/4 de finale Gisela Dulko    | Liezel Huber Anabel Medina   | 1/2 finale Gisela Dulko       | Elena Vesnina V. Zvonareva | 1/4 de finale Gisela Dulko    | Vania King Y. Shvedova    |
| 2011  | Victoire Gisela Dulko            | V. Azarenka M. Kirilenko   | 1/4 de finale Gisela Dulko    | Sania Mirza Elena Vesnina    | 1er tour (1/32) F. Schiavone  | Kimiko Date Zhang Shuai    | 3e tour (1/8) Gisela Dulko    | Sara Errani Roberta Vinci |
| 2012  | 3e tour (1/8) Gisela Dulko       | S. Kuznetsova V. Zvonareva | 3e tour (1/8) F. Schiavone    | N. Llagostera M. J. Martínez | 1/2 finale F. Schiavone       | A. Hlaváčková L. Hradecká  | -                             | -                         |
| 2013  | -                                | -                          | 2e tour (1/16) S. Kuznetsova  | K. Mladenovic G. Voskoboeva  | 2e tour (1/16) A. Petkovic    | Liezel Huber Sania Mirza   | 3e tour (1/8) Anabel Medina   | Sara Errani Roberta Vinci |
| 2014  | 2e tour (1/16) K. Mladenovic     | Madison Keys Alison Riske  | 3e tour (1/8) K. Mladenovic   | A. Barty C. Dellacqua        | 3e tour (1/8) S. Stosur       | Pavlyuchenkova L. Šafářová | Finale M. Hingis              | E. Makarova Elena Vesnina |
| 2015  | 3e tour (1/8) M. Hingis          | Chan Yung-Jan Zheng Jie    | 1/4 de finale Hsieh Su-Wei    | A. Hlaváčková L. Hradecká    | 1/4 de finale Hsieh Su-Wei    | Tímea Babos K. Mladenovic  | 1/2 finale Sara Errani        | M. Hingis Sania Mirza     |

Sous le résultat, la partenaire ; à droite, l’ultime équipe adverse.

### En double mixte
| Année | Open d'Australie            | Open d'Australie          | Internationaux de France   | Internationaux de France   | Wimbledon                    | Wimbledon                   | US Open                      | US Open                   |
| ----- | --------------------------- | ------------------------- | -------------------------- | -------------------------- | ---------------------------- | --------------------------- | ---------------------------- | ------------------------- |
| 2006  | 1er tour (1/16) Carlos Moyà | Ai Sugiyama Wayne Arthurs | -                          | -                          | 3e tour (1/8) S. Prieto      | S. Stosur Leander Paes      | -                            | -                         |
| 2007  | -                           | -                         | -                          | -                          | 1er tour (1/32) N. Zimonjić  | Paola Suárez Martín García  | -                            | -                         |
| 2008  | -                           | -                         | -                          | -                          | 2e tour (1/16) Dušan Vemić   | Ai Sugiyama Kevin Ullyett   | 1/4 de finale Dušan Vemić    | Jill Craybas Eric Butorac |
| 2009  | 2e tour (1/8) Dušan Vemić   | Alizé Cornet Marcelo Melo | 2e tour (1/8) Dušan Vemić  | Liezel Huber Bob Bryan     | 1er tour (1/32) Dušan Vemić  | Sarah Borwell Colin Fleming | 2e tour (1/8) Dušan Vemić    | Cara Black Leander Paes   |
| 2010  | 1/2 finale Marcelo Melo     | E. Makarova J. Levinský   | -                          | -                          | 1er tour (1/32) Dušan Vemić  | V. Uhlířová Martin Damm     | -                            | -                         |
| 2011  | -                           | -                         | 1er tour (1/16) P. Starace | B. Z. Strýcová Horia Tecău | -                            | -                           | 1er tour (1/16) D. Bracciali | Lisa Raymond Scott Lipsky |
| 2013  | -                           | -                         | -                          | -                          | 2e tour (1/16) Fabio Fognini | C. Dellacqua Scott Lipsky   | -                            | -                         |

Sous le résultat, le partenaire ; à droite, l’ultime équipe adverse.

## Parcours en «Premier Mandatory» et «Premier 5»
Découlant d'une réforme du circuit WTA inaugurée en 2009, les tournois WTA « Premier Mandatory » et « Premier 5 » constituent les catégories d'épreuves les plus prestigieuses, après les quatre levées du Grand Chelem.

### En simple dames
| Année |       |                              |                            |                              |                            |                             |                              |                               |                              |                                 |  |                              |
| Doha  | Dubaï | Indian Wells                 | Miami                      | Madrid                       | Rome                       | Canada                      | Cincinnati                   | Pékin                         |                              | Tokyo                           |  |                              |
| Doha  | Dubaï | Indian Wells                 | Miami                      | Madrid                       | Rome                       | Canada                      | Cincinnati                   | Pékin                         | Wuhan                        |                                 |  |                              |
| Doha  | Dubaï | Indian Wells                 | Miami                      | Madrid                       | Rome                       | Canada                      | Cincinnati                   | Pékin                         | Guadalajara                  |                                 |  |                              |
| 2009  |       | Hors calendrier              |                            | 4e tour (1/8) Ana Ivanović   | 3e tour (1/16) A. Mauresmo | 1er tour (1/32) A. Szávay   | 3e tour (1/8) S. Kuznetsova  | 2e tour (1/16) V. Razzano     | 1/2 finale D. Safina         | 3e tour (1/8) V. Zvonareva      |  | 1er tour (1/32) R. Vinci     |
| 2010  |       | Hors calendrier              | 3e tour (1/8) A. Radwańska | 3e tour (1/16) S. Peer       | 2e tour (1/32) A. Petkovic | 2e tour (1/16) A. Petkovic  | 2e tour (1/16) L. Šafářová   | 3e tour (1/8) C. Wozniacki    | 1/4 de finale K. Clijsters   | 1er tour (1/32) P. Kvitová      |  | 3e tour (1/8) E. Dementieva  |
| 2011  |       | Hors catégorie               | 1/2 finale Kuznetsova      | 3e tour (1/16) A. Kleybanova | 2e tour (1/32) I. Benešová | 1er tour (1/32) A. Parra    | 1er tour (1/32) B. Mattek    | 2e tour (1/16) G. Voskoboeva  | 2e tour (1/16) D. Hantuchová | 1/2 finale A. Radwańska         |  | 1er tour (1/32) K. Kanepi    |
| 2012  |       | 2e tour (1/16) K. Bondarenko | Hors catégorie             | 3e tour (1/16) A. Radwańska  | 3e tour (1/16) G. Muguruza |                             | 1/4 de finale S. Williams    | 2e tour (1/16) C. Scheepers   |                              |                                 |  |                              |
| 2013  |       |                              | Hors catégorie             | 1er tour (1/64) F. Schiavone | 2e tour (1/32) S. Williams | 1er tour (1/32) K. Kanepi   | 1er tour (1/32) S. Stephens  | 2e tour (1/16) A. Ivanović    | 1er tour (1/32) V. Lepchenko | 1er tour (1/32) A. Ivanović     |  | 2e tour (1/16) C. Wozniacki  |
| 2014  |       | 1er tour (1/32) Hsieh S.-w.  | Hors catégorie             | Victoire A. Radwańska        | 3e tour (1/16) A. Ivanović | 1er tour (1/32) L. Šafářová | 3e tour (1/8) J. Janković    | 1er tour (1/32) Y. Putintseva | 3e tour (1/8) S. Williams    | 2e tour (1/16) C. Suárez        |  | 1er tour (1/32) J. Gajdošová |
| 2015  |       | Hors catégorie               | 1/4 de finale C. Wozniacki | 1/4 de finale S. Lisicki     | 4e tour (1/8) S. Halep     | 1er tour (1/32) A. Petkovic | 1er tour (1/32) E. Svitolina | 2e tour (1/16) S. Williams    | 2e tour (1/16) B. Bencic     | 3e tour (1/8) A. Pavlyuchenkova |  |                              |

Sous le résultat, l’ultime adversaire.
1. 1 2   Les tournois de Doha et Dubaï alternent le statut de tournoi WTA 1000 (ex Premier 5) entre 2009 et 2023 : les trois premières éditions ont lieu à Dubaï, les trois suivantes à Doha, puis Dubaï accueille le tournoi de cette catégorie les années impaires et Dubaï les années paires. De 2011 à 2023, la ville qui n’accueille pas de WTA 1000 organise à la place un tournoi WTA 500 (ex Premier).
2. 1 2 3 4 5 6 7 8   L’ordre de déroulement des tournois a évolué depuis 2009 : Rome se dispute avant Madrid et Cincinnati avant Montréal/Toronto jusqu’en 2010, tandis que Tokyo/Wuhan/Guadalajara ont lieu avant Pékin jusqu’en 2023.

### En double dames
| 2009                                                                          |                                                                               |                                                                                     |                                                                        |                   |                                      |                   |                                                                                  |                                                                            |                                                                              |                                                                           |                                                                            |                                                                    |                   |                                                                      |                                                                |  |  |
| 1/2 finale Kirilenko \|\| style="text-align:left;" \| Azarenka Zvonareva      | 2e tour (1/8) Kirilenko \|\| style="text-align:left;" \| Chuang Mirza         | 1er tour (1/16) Kirilenko \|\| style="text-align:left;" \| Hsieh Husárová           | 2e tour (1/8) Errani \|\| style="text-align:left;" \| Hsieh Peng       | —                 | —                                    |                   |                                                                                  | 1er tour (1/16) Dulko \|\| Forfait                                         | —                                                                            | —                                                                         | 2e tour (1/8) Raymond \|\| style="text-align:left;" \| Kleybanova Makarova | 1/4 de finale Raymond \|\| style="text-align:left;" \| Black Huber |                   |                                                                      |                                                                |  |  |
| 2010                                                                          |                                                                               |                                                                                     |                                                                        |                   |                                      |                   |                                                                                  |                                                                            |                                                                              |                                                                           |                                                                            |                                                                    |                   |                                                                      |                                                                |  |  |
| 2e tour (1/8) Dulko \|\| style="text-align:left;" \| Llagostera Martínez      | Victoire Dulko                                                                | Petrova Stosur                                                                      | Finale Dulko                                                           | Williams          | Finale Dulko                         | Chuang Govortsova | 1er tour (1/16) Benešová \|\| style="text-align:left;" \| Dushevina Rodionova    |                                                                            |                                                                              | Victoire Dulko                                                            | Llagostera Martínez                                                        | Victoire Dulko                                                     | Peschke Srebotnik | 1/2 finale Dulko \|\| style="text-align:left;" \| Azarenka Kirilenko | 1/4 de finale Dulko \|\| style="text-align:left;" \| Peer Peng |  |  |
| 2011                                                                          |                                                                               |                                                                                     |                                                                        |                   |                                      |                   |                                                                                  |                                                                            |                                                                              |                                                                           |                                                                            |                                                                    |                   |                                                                      |                                                                |  |  |
| 2e tour (1/8) Dulko \|\| style="text-align:left;" \| Janković Pavlyuchenkova  | 1/4 de finale Dulko \|\| style="text-align:left;" \| Martínez Medina          | 1/4 de finale Dulko \|\| style="text-align:left;" \| Azarenka Kirilenko             | Finale Dulko                                                           | Peschke Srebotnik | 2e tour (1/8) Schiavone \|\| Forfait |                   |                                                                                  | 1/4 de finale Dulko \|\| style="text-align:left;" \| Dulgheru Gajdošová    | 1/2 finale Dulko \|\| style="text-align:left;" \| Huber Raymond              | 1/4 de finale Dulko \|\| style="text-align:left;" \| Makarova Zheng       | Finale Dulko                                                               | Huber Raymond                                                      |                   |                                                                      |                                                                |  |  |
| 2012                                                                          |                                                                               |                                                                                     |                                                                        |                   |                                      |                   |                                                                                  |                                                                            |                                                                              |                                                                           |                                                                            |                                                                    |                   |                                                                      |                                                                |  |  |
| 1er tour (1/16) Medina \|\| style="text-align:left;" \| Dulko Suárez          | 1/4 de finale Medina \|\| style="text-align:left;" \| King Niculescu          | —                                                                                   | —                                                                      | —                 | —                                    |                   |                                                                                  | 1er tour (1/16) Schiavone \|\| style="text-align:left;" \| Dushevina Peer  | 1/4 de finale Schiavone \|\| Forfait                                         | —                                                                         | —                                                                          | —                                                                  | —                 | —                                                                    | —                                                              |  |  |
| 2013                                                                          |                                                                               |                                                                                     |                                                                        |                   |                                      |                   |                                                                                  |                                                                            |                                                                              |                                                                           |                                                                            |                                                                    |                   |                                                                      |                                                                |  |  |
| 1er tour (1/16) Kuznetsova \|\| style="text-align:left;" \| Hsieh Peng        | 1/2 finale Kuznetsova \|\| style="text-align:left;" \| Petrova Srebotnik      | 1/4 de finale Kuznetsova \|\| style="text-align:left;" \| Black Erakovic            | 1/4 de finale Mladenovic \|\| style="text-align:left;" \| Errani Vinci |                   |                                      | —                 | —                                                                                | 1er tour (1/16) Kuznetsova \|\| style="text-align:left;" \| Raymond Robson | 1er tour (1/16) Kuznetsova \|\| style="text-align:left;" \| Huber Llagostera | 1er tour (1/16) Medina \|\| style="text-align:left;" \| Hantuchová Hingis | 1er tour (1/8) Mladenovic \|\| style="text-align:left;" \| Black Mirza     |                                                                    |                   |                                                                      |                                                                |  |  |
| 2014                                                                          |                                                                               |                                                                                     |                                                                        |                   |                                      |                   |                                                                                  |                                                                            |                                                                              |                                                                           |                                                                            |                                                                    |                   |                                                                      |                                                                |  |  |
| 2e tour (1/8) Mladenovic \|\| style="text-align:left;" \| Date-Krumm Strýcová | 1er tour (1/16) Mladenovic \|\| style="text-align:left;" \| Kops-Jones Spears | 1er tour (1/16) Mladenovic \|\| style="text-align:left;" \| Pavlyuchenkova Šafářová |                                                                        |                   |                                      |                   | 1er tour (1/16) Mladenovic \|\| style="text-align:left;" \| Niculescu Zakopalová |                                                                            |                                                                              |                                                                           |                                                                            |                                                                    |                   |                                                                      |                                                                |  |  |

N.B. : le nom de la partenaire se trouve sous le résultat ; le nom des ultimes adversaires se trouve à droite.

## Parcours aux Masters

### En simple dames
| # | Date       | Nom de l'édition                 | ($)       | Surface    | Résultat               | Ultime adversaire   | Score     |          |
| - | ---------- | -------------------------------- | --------- | ---------- | ---------------------- | ------------------- | --------- | -------- |
| 1 | 25/10/2015 | BNP Paribas WTA Finals Singapour | 7 000 000 | Dur (int.) | Round Robin (défaite)  | Simona Halep        | 6-0, 6-3  | Parcours |
| 1 | 25/10/2015 | BNP Paribas WTA Finals Singapour | 7 000 000 | Dur (int.) | Round Robin (victoire) | Agnieszka Radwańska | 7-65, 6-4 | Parcours |
| 1 | 25/10/2015 | BNP Paribas WTA Finals Singapour | 7 000 000 | Dur (int.) | Round Robin (défaite)  | Maria Sharapova     | 7-5, 6-1  | Parcours |

### En double dames
| # | Date       | Nom de l'édition           | ($)       | Surface    | Résultat   | Partenaire   | Ultimes adversaires              | Score            |          |
| - | ---------- | -------------------------- | --------- | ---------- | ---------- | ------------ | -------------------------------- | ---------------- | -------- |
| 1 | 26/10/2010 | WTA Championships Doha     | 4 550 000 | Dur (ext.) | Victoire   | Gisela Dulko | Květa Peschke Katarina Srebotnik | 7-5, 6-4         | Parcours |
| 2 | 25/10/2011 | WTA Championships Istanbul | 4 900 000 | Dur (int.) | 1/2 finale | Gisela Dulko | Liezel Huber Lisa Raymond        | 4-6, 6-3, [10-7] | Parcours |

## Parcours aux Jeux olympiques

### En simple dames
| # | Date       | Nom de l'olympiade             | Surface      | Résultat        | Ultime adversaire | Score     |          |
| - | ---------- | ------------------------------ | ------------ | --------------- | ----------------- | --------- | -------- |
| 1 | 11/08/2008 | Olympic Tennis Event Pékin     | Dur (ext.)   | 1er tour (1/32) | Kaia Kanepi       | 6-2, 7-66 | Parcours |
| 2 | 28/07/2012 | Olympic Tennis Event Wimbledon | Gazon (ext.) | 3e tour (1/8)   | Petra Kvitová     | 6-3, 6-0  | Parcours |

### En double dames
| # | Date       | Nom de l'olympiade             | Surface      | Résultat      | Partenaire          | Ultimes adversaires                  | Score          |          |
| - | ---------- | ------------------------------ | ------------ | ------------- | ------------------- | ------------------------------------ | -------------- | -------- |
| 1 | 11/08/2008 | Olympic Tennis Event Pékin     | Dur (ext.)   | 1/4 de finale | Francesca Schiavone | Alona Bondarenko Kateryna Bondarenko | 6-1, 3-6, 7-5  | Parcours |
| 2 | 28/07/2012 | Olympic Tennis Event Wimbledon | Gazon (ext.) | 2e tour (1/8) | Francesca Schiavone | Chuang Chia-Jung Hsieh Su-Wei        | 6-73, 7-5, 6-4 | Parcours |

## Parcours en Fed Cup
| #                                                                        | Date       | Lieu                | Surface         | Gagnante(s)                      | Perdante(s)                           | Score              |          |
|                                                                          |            |                     |                 |                                  |                                       |                    |          |
| 2003 - 1er tour (groupe mondial) - Suède - Italie - 2 : 3                |            |                     |                 |                                  |                                       |                    |          |
| 1                                                                        | 26/04/2003 | Linköping           | Dur (int.)      | Flavia Pennetta                  | Hanna Nooni                           | 6-4, 6-3           | Parcours |
| 1                                                                        | 26/04/2003 | Linköping           | Dur (int.)      | Flavia Pennetta                  | Sofia Arvidsson                       | 6-0, 6-4           | Parcours |
| 1                                                                        | 26/04/2003 | Linköping           | Dur (int.)      | Flavia Pennetta Roberta Vinci    | Sofia Arvidsson Maria Wolfbrandt      | 6-2, 6-1           | Parcours |
|                                                                          |            |                     |                 |                                  |                                       |                    |          |
| 2005 - Barrage (groupe mondial I) - République tchèque - Italie - 2 : 3  |            |                     |                 |                                  |                                       |                    |          |
| 2                                                                        | 09/07/2005 |                     | Moquette (int.) | Flavia Pennetta                  | Květa Peschke                         | 6-4, 4-6, 6-2      | Parcours |
|                                                                          |            |                     |                 |                                  |                                       |                    |          |
| 2006 - 1/4 de finale (groupe mondial) - France - Italie - 1 : 4          |            |                     |                 |                                  |                                       |                    |          |
| 3                                                                        | 22/04/2006 | Nancy               | Terre (int.)    | Amélie Mauresmo                  | Flavia Pennetta                       | 6-1, 6-1           | Parcours |
| 3                                                                        | 22/04/2006 | Nancy               | Terre (int.)    | Flavia Pennetta                  | Nathalie Dechy                        | 6-4, 6-2           | Parcours |
|                                                                          |            |                     |                 |                                  |                                       |                    |          |
| 2006 - 1/2 finale (groupe mondial) - Espagne - Italie - 1 : 3            |            |                     |                 |                                  |                                       |                    |          |
| 4                                                                        | 15/07/2006 | Saragosse           | Terre (ext.)    | Flavia Pennetta                  | Anabel Medina                         | 6-3, 6-0           | Parcours |
| 4                                                                        | 15/07/2006 | Saragosse           | Terre (ext.)    | Flavia Pennetta                  | Lourdes Domínguez                     | 6-2, 6-4           | Parcours |
|                                                                          |            |                     |                 |                                  |                                       |                    |          |
| 2006 - Finale (groupe mondial) - Belgique - Italie - 2 : 3               |            |                     |                 |                                  |                                       |                    |          |
| 5                                                                        | 16/09/2006 | Charleroi           | Dur (int.)      | Justine Henin                    | Flavia Pennetta                       | 6-4, 7-5           | Parcours |
|                                                                          |            |                     |                 |                                  |                                       |                    |          |
| 2007 - 1/4 de finale (groupe mondial) - Italie - Chine - 5 : 0           |            |                     |                 |                                  |                                       |                    |          |
| 6                                                                        | 21/04/2007 | Castellaneta Marina | Terre (ext.)    | Flavia Pennetta                  | Peng Shuai                            | 0-6, 7-5, 3-0, ab. | Parcours |
|                                                                          |            |                     |                 |                                  |                                       |                    |          |
| 2008 - 1/4 de finale (groupe mondial) - Italie - Espagne - 2 : 3         |            |                     |                 |                                  |                                       |                    |          |
| 7                                                                        | 02/02/2008 | Naples              | Dur (int.)      | Anabel Medina                    | Flavia Pennetta                       | 6-2, 6-3           | Parcours |
|                                                                          |            |                     |                 |                                  |                                       |                    |          |
| 2009 - 1/4 de finale (groupe mondial) - France - Italie - 0 : 5          |            |                     |                 |                                  |                                       |                    |          |
| 8                                                                        | 07/02/2009 | Orléans             | Dur (int.)      | Flavia Pennetta                  | Amélie Mauresmo                       | 2-6, 7-67, 6-4     | Parcours |
| 8                                                                        | 07/02/2009 | Orléans             | Dur (int.)      | Flavia Pennetta                  | Alizé Cornet                          | 6-2, 6-2           | Parcours |
|                                                                          |            |                     |                 |                                  |                                       |                    |          |
| 2009 - 1/2 finale (groupe mondial) - Italie - Russie - 4 : 1             |            |                     |                 |                                  |                                       |                    |          |
| 9                                                                        | 25/04/2009 | Castellaneta Marina | Terre (ext.)    | Flavia Pennetta                  | Anna Chakvetadze                      | 6-4, 6-0           | Parcours |
| 9                                                                        | 25/04/2009 | Castellaneta Marina | Terre (ext.)    | Svetlana Kuznetsova              | Flavia Pennetta                       | 6-0, 6-3           | Parcours |
|                                                                          |            |                     |                 |                                  |                                       |                    |          |
| 2009 - Finale (groupe mondial) - Italie - États-Unis - 4 : 0             |            |                     |                 |                                  |                                       |                    |          |
| 10                                                                       | 07/11/2009 | Reggio de Calabre   | Terre (ext.)    | Flavia Pennetta                  | Alexa Glatch                          | 6-3, 6-1           | Parcours |
| 10                                                                       | 07/11/2009 | Reggio de Calabre   | Terre (ext.)    | Flavia Pennetta                  | Melanie Oudin                         | 7-5, 6-2           | Parcours |
|                                                                          |            |                     |                 |                                  |                                       |                    |          |
| 2010 - 1/4 de finale (groupe mondial) - Ukraine - Italie - 1 : 4         |            |                     |                 |                                  |                                       |                    |          |
| 11                                                                       | 06/02/2010 | Kharkiv             | Dur (int.)      | Flavia Pennetta                  | Kateryna Bondarenko                   | 7-5, 6-3           | Parcours |
| 11                                                                       | 06/02/2010 | Kharkiv             | Dur (int.)      | Flavia Pennetta                  | Alona Bondarenko                      | 7-5, 7-63          | Parcours |
|                                                                          |            |                     |                 |                                  |                                       |                    |          |
| 2010 - 1/2 finale (groupe mondial) - Italie - République tchèque - 5 : 0 |            |                     |                 |                                  |                                       |                    |          |
| 12                                                                       | 24/04/2010 | Rome                | Terre (ext.)    | Flavia Pennetta                  | Lucie Hradecká                        | 6-4, 7-5           | Parcours |
| 12                                                                       | 24/04/2010 | Rome                | Terre (ext.)    | Flavia Pennetta                  | Petra Kvitová                         | 7-63, 6-2          | Parcours |
|                                                                          |            |                     |                 |                                  |                                       |                    |          |
| 2010 - Finale (groupe mondial) - États-Unis - Italie - 1 : 3             |            |                     |                 |                                  |                                       |                    |          |
| 13                                                                       | 06/11/2010 | San Diego           | Dur (int.)      | Flavia Pennetta                  | Bethanie Mattek                       | 7-64, 6-2          | Parcours |
| 13                                                                       | 06/11/2010 | San Diego           | Dur (int.)      | Flavia Pennetta                  | Coco Vandeweghe                       | 6-1, 6-2           | Parcours |
|                                                                          |            |                     |                 |                                  |                                       |                    |          |
| 2011 - 1/4 de finale (groupe mondial) - Australie - Italie - 1 : 4       |            |                     |                 |                                  |                                       |                    |          |
| 14                                                                       | 05/02/2011 | Hobart              | Dur (ext.)      | Flavia Pennetta                  | Samantha Stosur                       | 7-65, 6-75, 6-4    | Parcours |
| 14                                                                       | 05/02/2011 | Hobart              | Dur (ext.)      | Flavia Pennetta                  | Jarmila Gajdošová                     | 6-3, 6-2           | Parcours |
|                                                                          |            |                     |                 |                                  |                                       |                    |          |
| 2012 - 1er tour (groupe mondial) - Italie - Ukraine - 3 : 2              |            |                     |                 |                                  |                                       |                    |          |
| 15                                                                       | 04/02/2012 | Biella              | Terre (int.)    | Flavia Pennetta Roberta Vinci    | Olga Savchuk Lesia Tsurenko           | 7-5, 0-6, 6-1      | Parcours |
|                                                                          |            |                     |                 |                                  |                                       |                    |          |
| 2012 - 1/2 finale (groupe mondial) - République tchèque - Italie - 4 : 1 |            |                     |                 |                                  |                                       |                    |          |
| 16                                                                       | 21/04/2012 | Ostrava             | Dur (int.)      | Andrea Hlaváčková Lucie Hradecká | Sara Errani Flavia Pennetta           | 5-6, ab.           | Parcours |
|                                                                          |            |                     |                 |                                  |                                       |                    |          |
| 2013 - 1/2 finale (groupe mondial) - Italie - République tchèque - 3 : 1 |            |                     |                 |                                  |                                       |                    |          |
| 17                                                                       | 20/04/2013 | Palerme             | Terre (ext.)    | Andrea Hlaváčková Lucie Hradecká | Flavia Pennetta Francesca Schiavone   | Non disputé        | Parcours |
|                                                                          |            |                     |                 |                                  |                                       |                    |          |
| 2013 - Finale (groupe mondial) - Italie - Russie - 4 : 0                 |            |                     |                 |                                  |                                       |                    |          |
| 18                                                                       | 02/11/2013 | Cagliari            | Terre (ext.)    | Karin Knapp Flavia Pennetta      | Margarita Gasparyan Irina Khromacheva | 4-6, 6-2, [10-4]   | Parcours |
|                                                                          |            |                     |                 |                                  |                                       |                    |          |
| 2015 - Barrage (groupe mondial I) - Italie - États-Unis - 3 : 2          |            |                     |                 |                                  |                                       |                    |          |
| 19                                                                       | 18/04/2015 | Brindisi            | Terre (ext.)    | Flavia Pennetta                  | Christina McHale                      | 6-1, 6-1           | Parcours |
| 19                                                                       | 18/04/2015 | Brindisi            | Terre (ext.)    | Sara Errani Flavia Pennetta      | Alison Riske Serena Williams          | 6-0, 6-3           | Parcours |

## Classements WTA en fin de saison

### En simple
| Année | 1997 | 1998 | 1999 | 2000 | 2001 | 2002 | 2003 | 2004 | 2005 | 2006 | 2007 | 2008 | 2009 | 2010 | 2011 | 2012 | 2013 | 2014 | 2015 |
| Rang  | 895  | 659  | 251  | 297  | 289  | 95   | 69   | 38   | 23   | 28   | 40   | 13   | 12   | 24   | 20   | 45   | 31   | 13   | 8    |

Source : (en) « Classements de Flavia Pennetta », sur le site officiel du WTA Tour

### En double
| Année | 1997 | 1998 | 1999 | 2000 | 2001 | 2002 | 2003 | 2004 | 2005 | 2006 | 2007 | 2008 | 2009 | 2010 | 2011 | 2012 | 2013 | 2014 | 2015 |
| Rang  | 690  | 533  | 248  | 171  | 323  | 136  | 111  | 100  | 22   | 32   | 37   | 22   | 29   | 2    | 8    | 30   | 32   | 14   | 21   |

Source : (en) « Classements de Flavia Pennetta », sur le site officiel du WTA Tour